# Lac des Chats
Lac des Chats är en sjö i Kanada.   Den ligger på gränsen mellan provinserna Ontario och Québec, i den sydöstra delen av landet, 60 km väster om huvudstaden Ottawa. Lac des Chats ligger 72 meter över havet. Arean är 77 kvadratkilometer. Den sträcker sig 8,5 kilometer i nord-sydlig riktning, och 19,3 kilometer i öst-västlig riktning.
I omgivningarna runt Lac des Chats växer i huvudsak blandskog. Runt Lac des Chats är det tätbefolkat, med 297 invånare per kvadratkilometer.